# Maria Antónia Palla
Maria Antónia de Assis de Santos Palla y Carmo, nacida como Maria Antónia de Assis de Santos, y más conocida por Maria Antónia Palla (Seixal, 10 de enero de 1933) es una periodista y feminista portuguesa, siendo una de las primeras mujeres periodistas en Portugal. En el año 2004 fue distinguida con el grado de comendadora de la Orden de la Libertad. 

## Biografía
Nació en la freguesia de Seixal, en la ciudad de Seixal, el 1 de enero de 1933, en una familia laica, republicana y liberal. Hija de Angelina Painço de Assis y de Ítalo Ferrer de Santos y hermana de Jorge Ítalo de Assis de Santos. Fue al Liceo Francés en Lisboa. Se licenció en Ciencias Histórico-Filosóficas por la Facultad de Letras de la Universidad de Lisboa.

### Trayectoria periodística
Trabajó en diversos periódicos, revistas y televisión, destacándose en el tratamiento de temas culturales y sociales. En 1968 integró, con Margarida Silva Días y Maria Armanda Pasos, el primer grupo de mujeres periodistas que fueron admitidas, por concurso, en la redacción del Diario Popular, después de que Maria Virgínia Aguiar hubiera pertenecido por un breve periodo a aquella redacción, siendo forzada a la abandonarla por haberse quedado embarazada.
Después de ser despedida del Diario Popular por insistir en hacer un balance del Mayo de 68 en París, que editó en el libro con el título "Revolução, Meu Amor", entró en O Século Ilustrado, siendo la primera mujer a integrar la redacción de esta empresa, con la garantía dada por Francisco Mata a Guilherme Pereira de la Rosa de que era mujer pero "escribe como un hombre". Aún antes de la Revolución de los Claveles del 25 de abril de 1974, llegó a ser jefa de redacción de O Século.
Fue la primera mujer a estar inscrita en el Sindicato de Periodistas, ascendiendo a su dirección después de la Revolución del 25 de Abril, con dos mujeres más, Maria Antónia de Sousa y Maria Antónia Fiadeiro, llamadas "las tres Antónias" por Maria de Lurdes Pintasilgo, adaptando la imagen de las "tres Marías", aplicada a las autoras de las Novas Cartas Portuguesas, Maria Isabel Barreno, Maria Teresa Horta y Maria Viejo de la Costa.
Fue también la primera mujer que asumió la presidencia de la Caja de Sanidad de los Periodistas, desempeñando ese cargo durante doce años. Fue una de las fundadoras de la Liga de los Derechos de las Mujeres y una de las promotoras de la Biblioteca Feminista Ana de Castro Osório, núcleo especializado de la Biblioteca Municipal de Belém, la segunda que existe en Europa, encuadrada en un espacio público.

### Trayectoria feminista y activista
En 1976 marcó la agenda feminista en Portugal al firmar para la RTP el reportaje Aborto não é Crime, incluido en la serie de documentales Mujer, realizados en conjunto con Antónia de Sousa. En el programa, emitido en febrero de 1976, fueron mostradas imágenes de una mujer abortando. Fue acusada de "ofensa al pudor y incitamento al crimen" después de que la dirección de la Maternidad Alfredo da Costa, en Lisboa, presentase una queja de la periodista por "ejercicio ilegal de la medicina". El programa fue suspendido por el entonces administrador de la RTP, entonces su propio marido, Orlando de la Costa. Palla fue a tribunal, siendo absuelta en 1979. El proceso funcionó como base de lanzamiento de la campaña para la despenalización del aborto.
Formó parte de la Unión de las Mujeres Antifascistas y Revolucionarias (UMAR). Fue una de las fundadoras del Forum Portugués para la Paz y Democracia en Angola, que prestaba apoyo a las fuerzas democráticas de aquel país.

## Obras
- Revolução, meu amor – Maio 68, um ano depois (Prelo, Lisboa, 1969) (Sibila Publicações, reeditado en 2018).[10]
- Só Acontece aos Outros – Histórias de violência, em 2017.[11][12]
- Savimbi: Um sonho africano, en coautoría con João Soares (Nova Ática, 2003).[13]
- Viver pela Liberdade, en coautoría con Patrícia Reyes, (Matéria‑Prima Edições, 2014).[14][15]

## Vida personal
Se casó por primera vez con el escritor mozambiqueño de origen goes Orlando da Costa, con quien tuvo dos hijos, uno de ellos, António Costa, primer ministro de Portugal, nacido en 1961. Se casó la segunda vez con el arquitecto Víctor Palla, fallecido en 2006. Y en terceras nupcias con Manuel Pedroso Marques.

## Premios y reconocimientos
- 1996 elegida miembro vitalicio del Consejo General de la Fundación Mário Soares.

- 2004 homenajeada en Lisboa, en ocasión del I Congreso Feminista y de la Educación (1924-2004), que tendría lugar en mayo de ese año.[16]
- 2004 el 25 de abril recibió el título de comendadora de la Orden de la Libertad.[17]
- 2022  Recibió en España uno de los Premios El Club de las 25 que anualmente otorga la asociación feminista El Club de las 25.[18]